# Pristimantis cedros
Espèce
Pristimantis cedros est une espèce d'amphibiens de la famille des Craugastoridae.

## Répartition
Cette espèce est endémique de la province d'Imbabura en Équateur. Elle se rencontre dans la réserve biologique Los Cedros entre 1 583 et 1 880 m d'altitude.

## Description
Les mâles mesurent de 21,5 à 23,0 mm et les femelles de 24,8 à 28,6 mm.

## Étymologie
Son nom d'espèce lui a été donné en référence au lieu de sa découverte, la réserve biologique Los Cedros.

## Publication originale
- Hutter & Guayasamin, 2015 : Cryptic diversity concealed in the Andean cloud forests: two new species of rainfrogs (Pristimantis) uncovered by molecular and bioacoustic data. Neotropical Biodiversity, vol. 1, no 1, p. 35–59.